# دانيال سبيلمان
دانيال سبيلمان (بالإنجليزية: Daniel Spielman)‏ (مارس 1970 في فيلادلفيا - ) رياضياتي، وعالم حاسوب، ومهندس من الولايات المتحدة.

## الجوائز
- زمالة ماك آرثر
- جائزة جودل
- جائزة المحاضر ليوشيا ويلارد جيبس  [لغات أخرى]‏
- جائزة نيفانلينا
- O'Reilly Open Source Award [الإنجليزية]‏
- زمالة رابطة مكائن الحوسبة [الإنجليزية]‏
- زمالة جمعية للآلات البرمجية